# Iron Knob

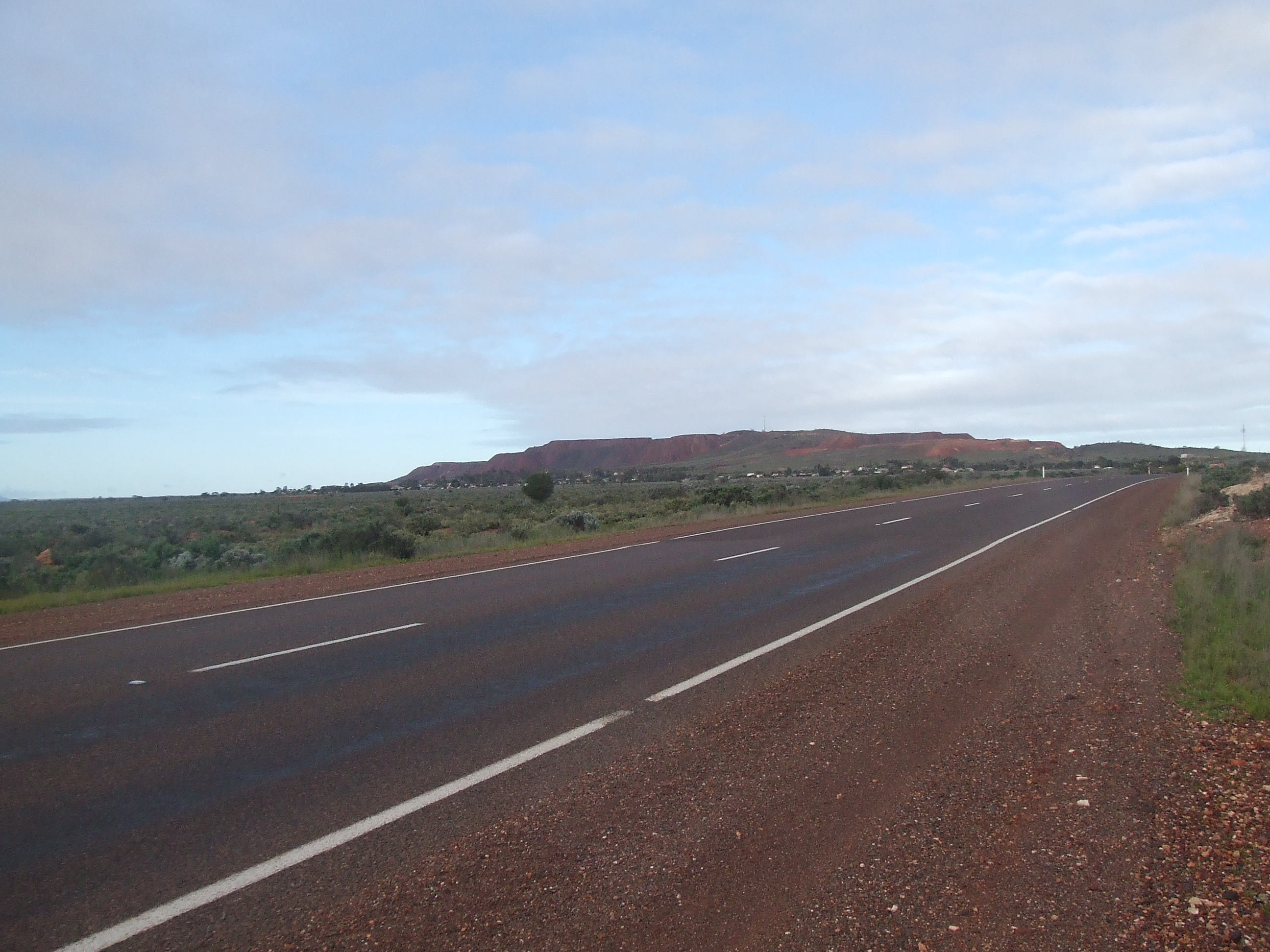
Iron Knob am Fuße der Eisensteinberge auf der Eyre-Halbinsel in Südaustralien

Iron Knob ist ein kleiner Ort mit 110 Einwohnern in South Australia am Eyre Highway auf der Eyre-Halbinsel, der 68 Kilometer südwestlich von Port Augusta und 90 Kilometer östlich von Kimba liegt.
Edward John Eyre kam 1839 als erster Europäer in diese Gegend und entdeckte die von ihm genannten Iron Stone hills (Eisensteinberge). 1854 siedelte James Patten, ein Schafzüchter, 7 Kilometer nordöstlich von Iron Knob am Corunna Hill. Ein Deutscher aus Minden, Ernst Siekmann, der zuerst in den Minen von Broken Hill arbeitete, erkannte 1880 die hohe Qualität des Eisenvorkommens und ließ sich mit seiner Familie in Iron Knob nieder. Der Abbau von Eisenerz begann 1899 und das Eisen wurde in Iron Knob verhüttet. Doch die Eisengewinnung und -verhüttung wurde 1998 beendet, die Bevölkerung verließ den Ort und Iron Knob wurde zur Geisterstadt. Davor wurde das Eisen mit der Bahn nach Whyalla mit der sogenannten Tram Iron Knob transportiert. Es gab 2008 Überlegungen aufgrund der hohen Stahlpreise die Eisenverhüttung wieder zu betreiben und es wurden neue Depots in Iron Prince und Iron Duke geöffnet.
Im Ort versucht das Iron Knob Community Tourist centre, das Information über die Geschichte des Bergbaus und für Mineralvorkommen für Reisende zur Verfügung stellt, den Ort zu beleben. In Iron Knob gibt es das Iron Knob Motel Roadhouse und zwischen Iron Knob und Port Augusta liegt die Pandurra Station mit einem Motel und Campingplatz für Touristen. Unweit von Iron Knob können sie die Wildnis der Gawler Ranges erreichen.